# Воровень
Воровень, Воровені (рум. Voroveni) — село у повіті Арджеш в Румунії. Входить до складу комуни Давідешть.
Село розташоване на відстані 104 км на північний захід від Бухареста, 24 км на північний схід від Пітешть, 125 км на північний схід від Крайови, 82 км на південний захід від Брашова.

## Населення
За даними перепису населення 2002 року у селі проживала 571 особа. Усі жителі села рідною мовою назвали румунську.
Національний склад населення села:
| Національність | Кількість осіб | Відсоток |
| -------------- | -------------- | -------- |
| румуни         | 517            | 90,5%    |
| цигани         | 54             | 9,5%     |